# Пам'ятник Карлові Марксу (Хемніц)
Пам'ятник Карлу Марксу (нім. Karl-Marx-Monument) — монумент на честь Карла Маркса, основоположника марксизму, німецького філософа, соціолога, економіста, політичного і громадського діяча, одного з авторів «Маніфесту комуністичної партії» і класичної наукової праці з політичної економії «Капітал. Критика політичної економії».
Відкритий 9 жовтня 1971 року в НДР в місті Карл-Маркс-Штадт (нині Хемніц). Автор пам'ятника — радянський скульптор Лев Кербель.

## Історія
Після перейменування міста і району Хемніц в Карл-Маркс-Штадт 10 травня 1953 року в рік 70-річчя від дня смерті Карла Маркса («Рік Карла Маркса» відзначався в НДР в 1953, 1968 і 1983 роках) уряд НДР ухвалив рішення вшанувати його пам'ять і уклало договір з відомим радянським скульптором Л. Кербелі на створення пам'ятника. Замовник відібрав один із запропонованих Кербелі 17 ескізів.
Пам'ятник був виготовлений в Ленінграді в бронзі, а потім розділений на 95 окремих частин. У Карл-Маркс-Штадт вони знову були зібрані, але радянська технологія не задовольнила німців, які побоювалися розриву зварних деталей. Замість цього було вирішено виконати роботу в НДР на підприємстві VEB Germania. Нинішній пам'ятник стоїть на двох п'єдесталах облицьованих пластинами корнінського граніту, привезеного з гірського масиву на півдні України.
9 жовтня 1971 року пам'ятник був урочисто відкритий в присутності близько 250 тис. чоловік на Карл-Маркс-Алеї (сьогодні Брюкенштрассе), він добре вписується в панораму поблизу розташованого міського концертного залу, сучасного готелю «Меркурій», ТК «Галерея» і ін. на торжестві відкриття були присутні Еріх Гонеккер і правнуки Карла Маркса.
Серед місцевих жителів пам'ятник Карлу Марксу відомий під прізвиськом «Башка» (нім. Nischel). Зону навколо пам'ятника Марксу в Хемніці також іронічно називають Лобним місцем.

## Опис
Пам'ятник являє собою величезну стилізовану голову Карла Маркса. Скульптура разом з п'єдесталом висотою понад 13 метрів (гранітний п'єдестал — 6 м, бронзова голова Маркса — 7,1 м) важить близько 40 тонн. На стіні за пам'ятником великими літерами гасло, який вперше було висловлено Карлом Марксом в «Маніфесті комуністичної партії» — «Пролетарі всіх країн, єднайтеся!» На чотирьох мовах: німецькою, англійською, французькою та російською.
Пам'ятник Карлу Марксу — вельми виразний і переконливий, одна з найважливіших пам'яток Хемница. Вважається, що це друга за величиною скульптурна голова в світі, після пам'ятника Леніну в Улан-Уде, беручи до уваги гігантських голів американських президентів, створених з гори Рашмор.

## Галерея

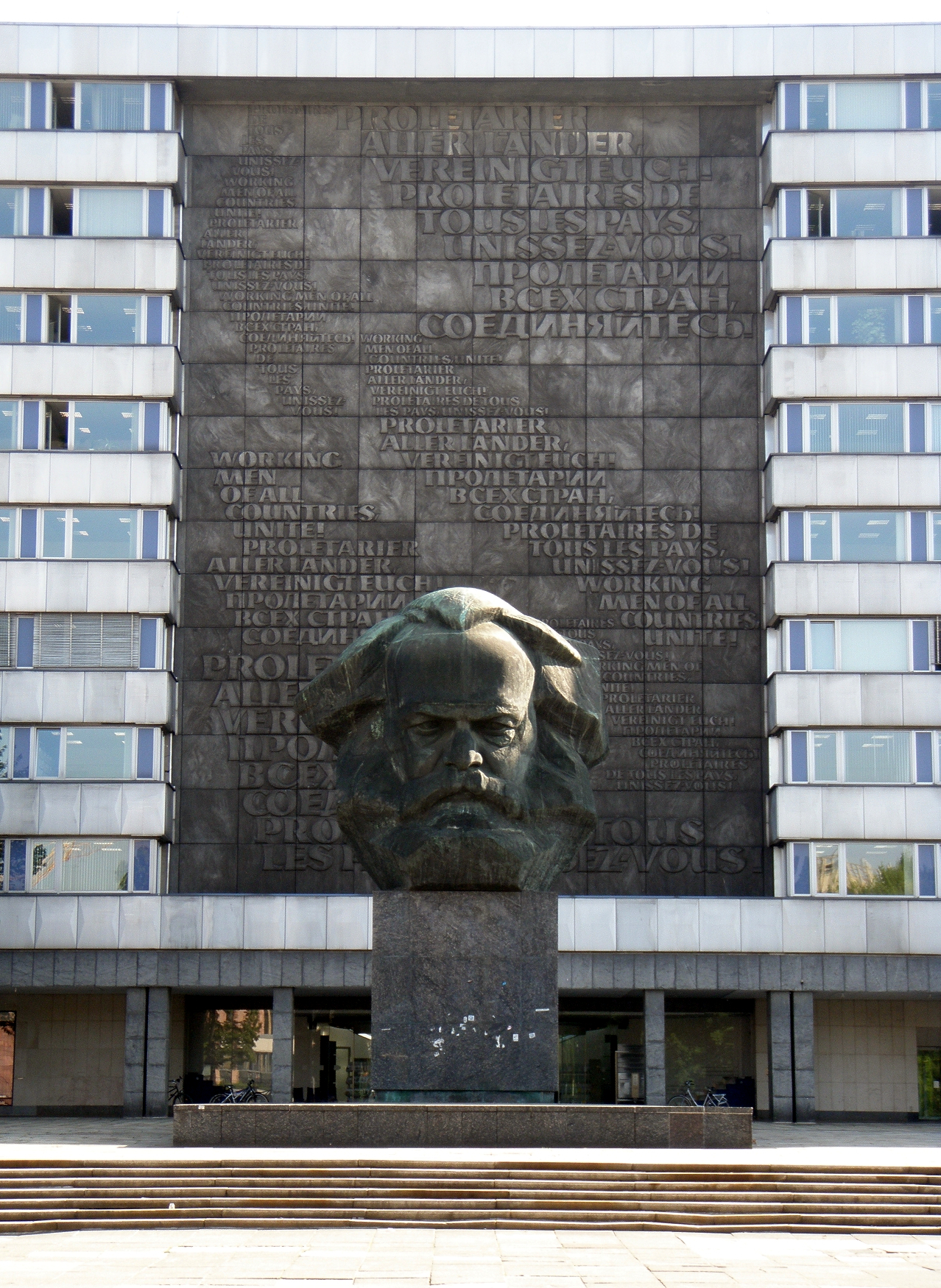
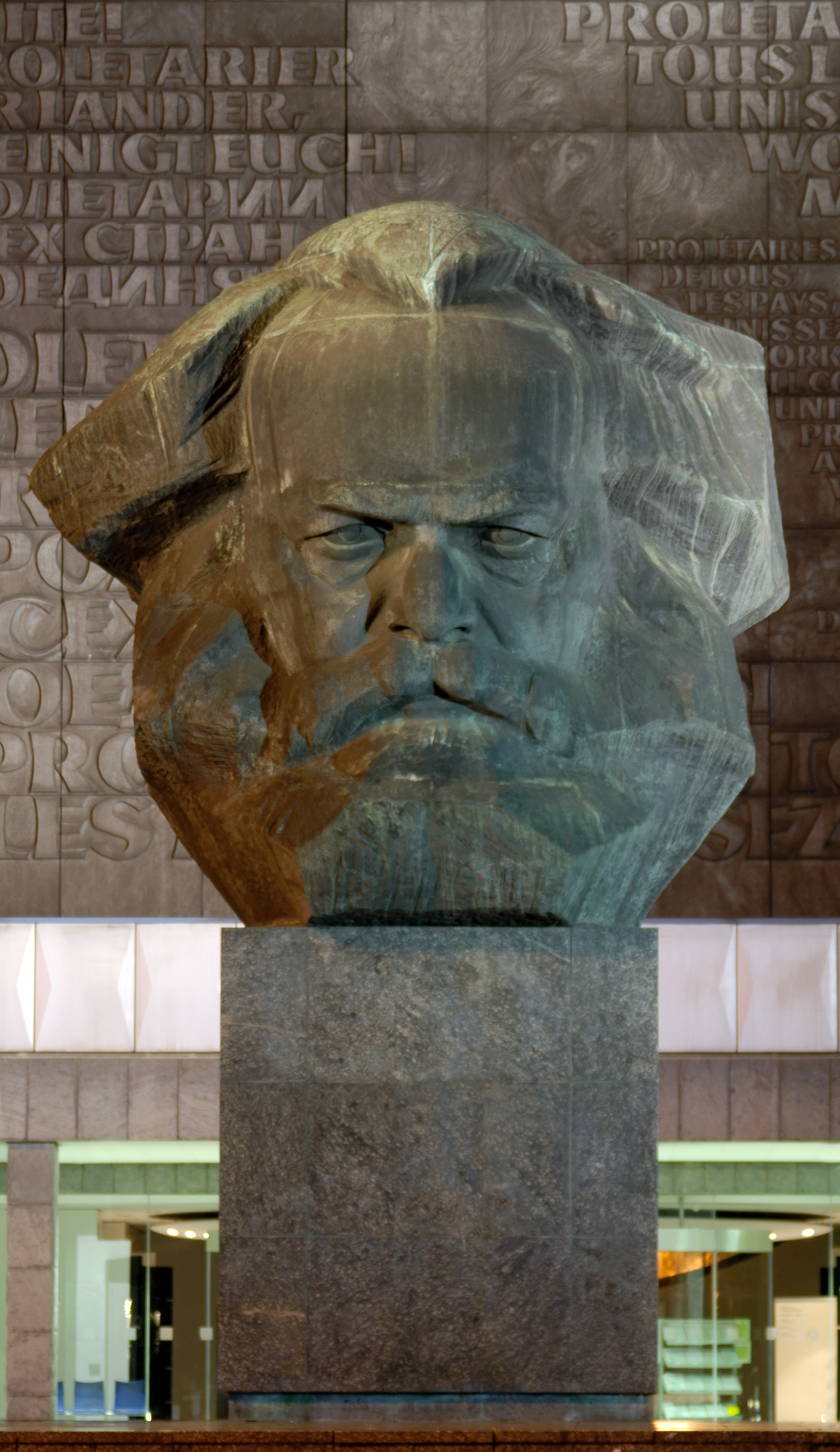
Пам'ятник вночі
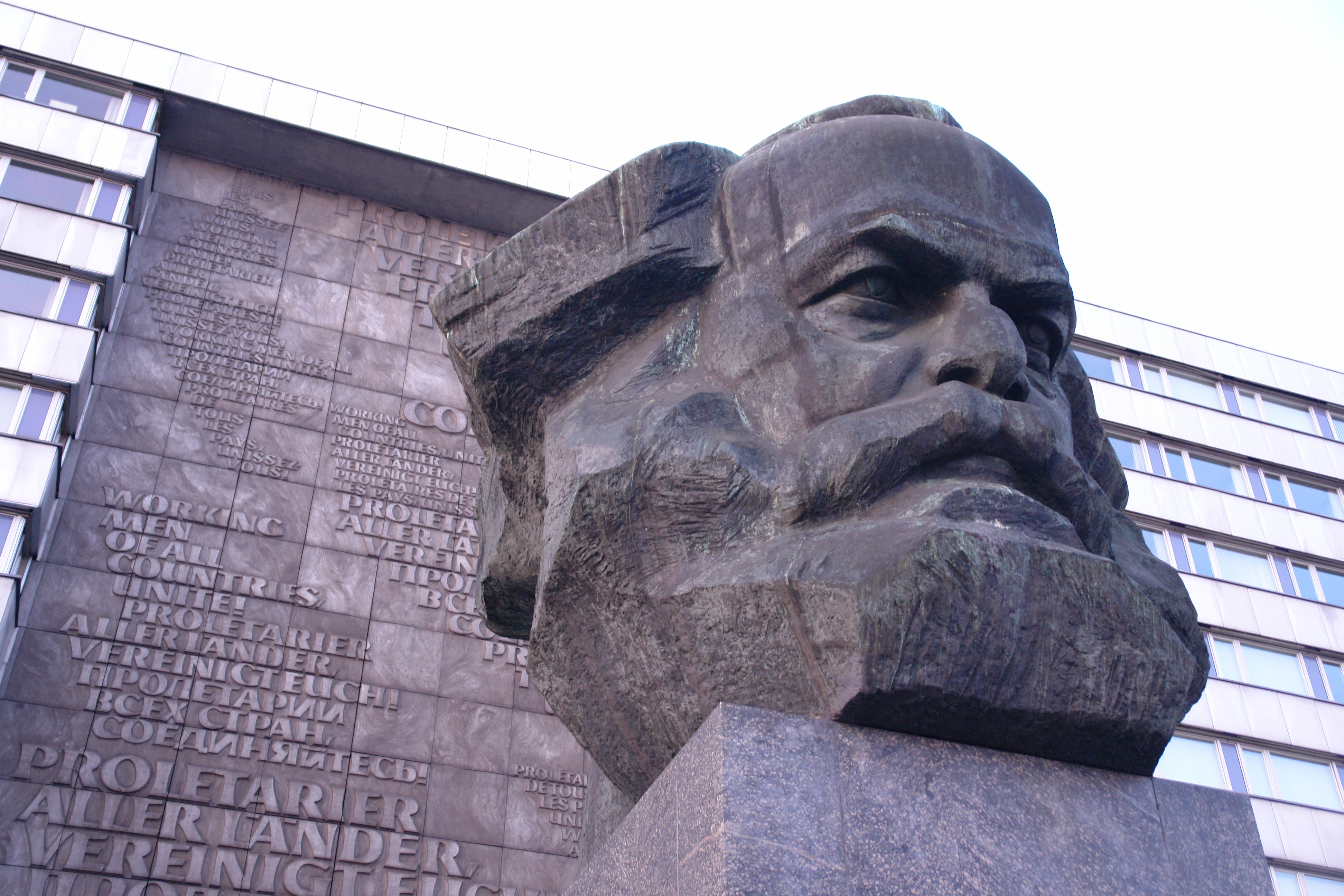
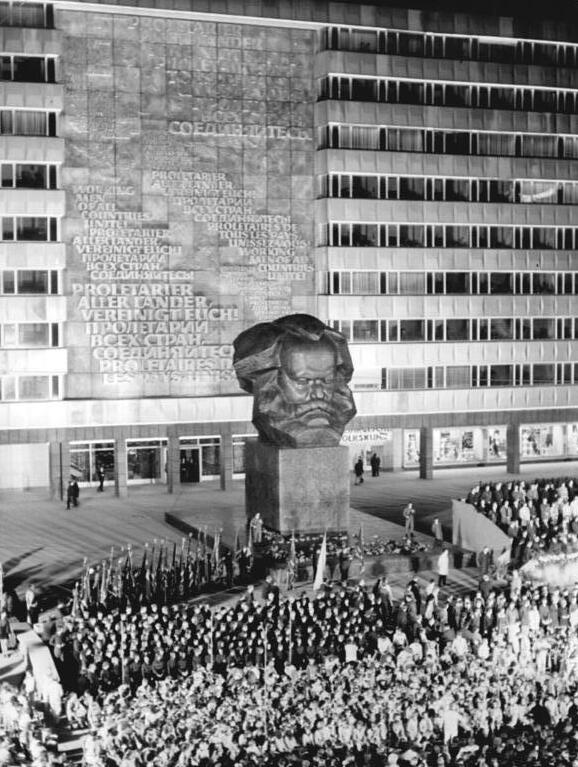
Відкриття пам'ятника 9 жовтня 1971 року